# Xakhtarsk
Xakhtarsk (en ucraïnès Шахтарськ i en rus Шахтёрск) és una ciutat d'Ucraïna, centre administratiu del districte de Xakhtersk de l'óblast de Donetsk, situat actualment a la zona separatista de l'anomenada República Popular de Donetsk de la Rússia.

## Història
El territori estava ocupat almenys des del segle v aC, època de la qual data una figura que representa que representa a un guerrer amb armes. Una altra estàtua trobada a la zona, és un monument del segle ix.
Va ser fundada en 1764 com a Oleksievo-Orlinka, un assentament establert pel Compte Alexei Orlov Alekseev-Orlovka, a la regió dels cosacs del Don. Sumava 950 habitants en 1801. Més tard es va fusionar amb el poble Oljovskoie. En la segona meitat del segle xix es va desenvolupar l'explotació dels jaciments de carbó i per 1865 hi havia ja dues mines. En 1891 residien en la localitat 6.795 persones. Des de 1900 va operar una altra mina, al voltant de la qual es va formar l'assentament de Katik.
Durant el segle XX es van construir noves mines i plantes de processament, clubs, biblioteques, escoles i hospitals. Les tropes nazis van ocupar la ciutat entre el 28 d'octubre de 1941 i el 2 de setembre de 1943 va ser posat en llibertat. La regió formava part de la República Socialista Soviètica d'Ucraïna, que el seu Soviet Suprem va determinar el 20 d'agost la fusió de les localitats de Oleksievo-Orlinka, Katik i Oljivtxik a la ciutat de Xakhtersk. A partir de desembre de 1991 la ciutat es va integrar en la República d'Ucraïna independent.

## Demografia
Des de la dècada de 1990 es registra una tendència al descens de la població, deguda a la migració. L'evolució de la població de la ciutat entre 1939 i 2014 va ser la següent:
En el cens de 2001 la llengua materna de la població era pel 76,44% el rus i pel 22,35% l'ucraïnès.

## Economia
Les activitats de la ciutat se centren en la indústria del carbó. També s'han desenvolupat la indústria d'aliments, la construcció i els serveis. Hi ha una fàbrica de roba.